# Конфликт между Исламским государством и Талибаном
Конфликт между Исламским государством и Талибаном — продолжающийся вооруженный конфликт между силами правящего в Афганистане движения «Талибан» и хорасанской ветвью Исламского государства (ИГ-Х). Конфликт обострился, когда 3 февраля 2015 года погиб Абдул Гани, старший командир талибов в провинции Логар. С тех пор боевики этих двух группировок участвуют в кровавых столкновениях друг с другом.

## История

### 2015
В январе 2015 года ИГ утвердилось в Афганистане.
3 февраля боевики, связанные с филиалом ИГ «Вилаят Хорасан», убили Абдула Гани, командира талибов в провинции Логар.
26 мая Асиф Нанг, губернатор провинции Фарах, заявил, что «Талибан» в течение последних трёх дней ведет боевые действия против боевиков ИГ в провинции Фарах. В результате столкновения погибли 10 талибов и 15 боевиков ИГ.
В мае боевики организации «Хорасан» захватили мавлави Аббаса, командира талибов, который возглавлял небольшой отряд боевиков в провинции Нангархар.
В июне боевики организации ИГ-Х обезглавили 10 боевиков «Талибана», спасавшихся от наступления афганских военных, по словам представителя афганского армейского корпуса, ответственного за регион.
9 ноября в афганской провинции Забуль вспыхнули бои между различными группировками «Талибана». Боевики, верные новому лидеру талибов Ахтару Мансуру, начали бороться с проигиловской фракцией во главе с муллой Мансуром Дадуллой. По данным афганской службы безопасности и местных властей, Ахтар Мансур послал до 450 боевиков Талибана, чтобы уничтожить муллу Мансура и игиловцев в Забуле. Фракция Дадуллы получила поддержку ИГ во время столкновений, боевики ИГ также присоединились к боевым действиям вместе с Дадуллой, включая иностранных боевиков из Чечни и Узбекистана. Дадулла и ИГ были в конечном итоге разбиты силами Мансура. Хаджи Моманд Насратьяр, губернатор округа Аргандаб, сказал, что боевые действия произошли в трёх районах провинции Забуль, и в результате столкновения были убиты 86 боевиков ИГ и 26 талибов. Талибан также сообщил об убийстве нескольких боевиков ИГ, ответственных за обезглавливание семи мирных жителей Хазарейского полуострова несколькими днями ранее. Хаджи Атта Джан, глава провинциального совета провинции Забуль, сказал, что наступление боевиков муллы Мансура было настолько интенсивным, что сдались по крайней мере три командира «Исламского государства», все из которых были этническими узбеками. Они также потребовали от других боевиков ИГ сделать то же самое. Радио «Свобода», со ссылкой на источники из Южного Афганистана, сообщило, что около 70 боевиков ИГ также были схвачены в ходе столкновения талибов.
13 ноября начальник афганской полиции Гулам Джелани Фарахи заявил, что мулла Мансур Дадулла был убит в столкновении с талибами.

### 2016
В январе сотни боевиков Талибана атаковали базы организации ИГ на востоке Афганистана. Бойцам Талибана удалось захватить у ИГ два района на востоке Афганистана, но им не удалось вытеснить группу из их опорного пункта в районе Назьян в провинции Нангархар. Атаулла Хогьяни, пресс-секретарь губернатора провинции, сказал, что 26 боевиков ИГ и 5 боевиков Талибана были убиты в ходе столкновений в Нангархаре.
В марте фракции Талибана, противостоящие Мансуру во главе с Мухаммадом Расулом, начали борьбу против его сторонников в группе. Сообщается, что в ходе боев были убиты десятки человек.
26 апреля Хазрат Хуссейн Машриквал, представитель полиции провинции, заявил, что десять боевиков ИГ, в том числе командир, и шесть боевиков Талибана были убиты в ходе столкновения в Нангархаре. По словам пресс-секретаря, в ходе этого столкновения также были ранены пятнадцать боевиков ИГ и четыре боевика Талибана.
19 мая представители местных властей сообщили, что произошло столкновение между ИГ и Талибаном в районе Ачин и Хогьяни провинции Нангархар. Пятнадцать боевиков ИГ и трое талибов были убиты в Ачинском районе, остальные — в Хогьяни. Четыре командира талибов также были среди погибших.
30 октября Аджмал Захид, губернатор округа Голестан, заявил, что командир организации ИГ Абдул Разак Мехди был убит боевиками Талибана в провинции Фарах.

### 2017
26 апреля боевые действия продолжились после того, как ИГ захватило 3 наркоторговцев, которые занимались продажей опиума для талибов в провинции Джаузджан. Представитель Афганской национальной полиции заявил, что талибы напали на ИГ в ответ, заявив: «Столкновения вспыхнули, когда группа вооружённых талибов напала на боевиков Даиш, [чтобы обеспечить] освобождение трех контрабандистов наркотиков, которые прибыли сюда, чтобы заплатить Талибану 10 миллионов афгани за сделку». Представитель Талибана Забихулла Муджахид также подтвердил, что в то время продолжались столкновения с ИГ, не предоставив подробностей о характере боя или причинах. Мохаммад Реза Гафори, пресс-секретарь губернатора провинции, сказал, что в результате столкновений между Талибаном и ИГ-Х погибли 76 талибов и 15 боевиков ИГ. Боевики ИГ также захватили у талибов два района, по словам пресс-секретаря.
24 мая произошло столкновение между Талибаном и ИГ, которое на тот момент, как сообщается, было самым крупным столкновением между ними, в результате чего погибло 22 человека, 13 из которых, по словам официального представителя Талибана, были боевиками ИГ и 9 боевиками Талибана. Столкновения произошли недалеко от границы Ирана с Афганистаном, где Талибан напал на лагерь ИГ. Командир ИГ, который ранее был членом Талибана, сказал, что между Талибаном и ИГ была договорённость не нападать друг на друга до тех пор, пока не начнется диалог, и утверждал, что Талибан нарушил её, напав на лагерь ИГ. Он также заявил, что атака была скоординирована с иранскими военными и что иранцы снимали на видео мёртвых боевиков ИГ. Отколовшаяся фракция Талибана Фидаи Махаз также критиковала Талибан за его отношения с Ираном. Сообщается, что за несколько дней до битвы талибы встретились с иранскими официальными лицами для обсуждения региональных проблем. Представитель Фидаи Махаз заявил, что встреча была проведена по просьбе талибов, поскольку они устали от экспансии ИГ в стране, что также касается иранского правительства. Представитель также сообщил, что Талибан получил 3 миллиона долларов наличными, 3000 единиц оружия, 40 грузовиков и боеприпасов от иранских спецслужб для борьбы с ИГ вблизи иранской границы, хотя представитель Талибана отверг эти обвинения.
27 ноября талибы казнили одного из своих старших командиров за сговор с ИГ. По словам представителя правительства провинции, за неделю до того множество боевиков ИГ было казнено своими соратниками в районе Ачин. Однако представитель ИГ не предоставил никаких дополнительных подробностей, а ИГ не опубликовало никаких официальных заявлений о казни своих членов.

### 2018
20 июня после переговоров между правительством России и Талибаном помощник госсекретаря США Элис Уэллс осудила позицию российского правительства в отношении Талибана, которая включала поддержку группировки против ИГ, заявив, что это придаёт талибам легитимность и бросает вызов признанному афганскому правительству.
В июле талибы начали наступление на ИГ в провинции Джаузджан, в нём, по словам сдавшегося командира ИГ, участвовало 2000 человек. На стороне ИГ сражались также боевики Исламского движения Узбекистана, присягнувшие ему на верность. Во время боёв было перемещено от 3 500 до 7 000 мирных жителей. К концу июля в результате кампании талибов влияние ИГ в регионе было сокращено до двух деревень, в ответ они запросили поддержку у афганского правительства, а также согласились сложить оружие в обмен на защиту от талибов. Позже афганские военно-воздушные силы нанесли авиаудары по талибам в обмен на капитуляцию ИГ в регионе. Соглашение между афганским правительством и ИГ впоследствии вызвало разногласия. 17 июля боевики ИГ убили 15 боевиков Талибана и ранили ещё 5 во время рейда на дом, принадлежащий командиру талибов, в Сари-Пуле. Абдул Каюом Бакизои, начальник полиции Сар-э-Поля, сообщил Associated Press, что боевики Талибана и ИГ сражались друг с другом в Джаузджане и Сар-э-Поле более двух месяцев, убив сотни людей с обеих сторон.
В августе во время переговоров между правительством США и Талибаном в Дохе Талибан потребовал от США прекратить авиаудары по Талибану, а также оказать поддержку этой группировке в борьбе с ИГ.

### 2019
22 июня официальный представитель афганского правительства сообщил о столкновениях в Кунаре между талибами и ИГ. Чиновник также утверждал, что афганские военные убили несколько боевиков ИГ в этом районе и что в этом районе также действуют талибы.
29 июня ИГ опубликовало фотографии оружия, захваченного у талибов. В тот же день ИГ опубликовало видео, на котором его бойцы продлевают клятву верности Абу Бакру аль-Багдади, а также критикуют Талибан за участие в мирных переговорах и призывают боевиков Талибана присоединиться к ИГ.
1 августа информационное агентство «Амак» заявило, что ИГ убило 5 членов Талибана во время столкновений в Кунаре.
1 октября ИГ заявило, что убило и ранило 20 боевиков Талибана в Тора-Бора.

### 2020
В октябре была издана официальная директива о взаимодействии талибов с иностранными боевиками, которым запрещалось кочевать, похищать людей, заниматься вымогательством, вербовать новых сторонников, конфликтовать с вражескими сторонами и вывешивать какой-либо иной флаг помимо флага «Талибана». Кроме всего прочего каждый житель Афганистана после принятия присяги был обязан проживать в районах, заранее определённых «Талибаном».

### 2021
26 августа террорист-смертник взорвал бомбу в международном аэропорту имени Хамида Карзая в Кабуле. Атака произошла через несколько часов после того, как Госдепартамент США рекомендовал американцам за пределами аэропорта покинуть страну из-за террористической угрозы. В результате терактов погибли не менее 185 человек, в том числе 13 военнослужащих США. Талибан осудил нападение, обещав строго пресекать подобное. Позже талибы заявили, что они предпримут все возможные меры для поимки лидера ИГ-Х Шахаба аль-Мухаджира.
Днём 3 октября, недалеко от кабульской мечети Идгах прогремел взрыв. Ответственность взяли на себя сторонники группировки «Хорасан». Сообщалось о 12 погибших и 32 пострадавших мирных жителях. Вечером после теракта в ходе спецоперации на севере столицы Афганистана трое боевиков ИГ привели в действие пояса смертников, чтобы не оказаться в руках полицейских сил талибов.
8 октября состоялся очередной теракт: в шиитской мечети города Кундуз во время пятничной молитвы боевик ИГ взорвал себя и ещё 150 человек. Руководитель службы безопасности Талибана в Кундузе поспешно заявил афганским СМИ, что они обязуются обеспечить безопасность мусульман-шиитов и что подобное нападение «больше не повторится».
15 октября двое сторонников ИГ взорвали шиитскую мечеть Биби Фатима в Кандагаре. Погибло около 63 человек.

### 2022
5 сентября произошёл взрыв у российского посольства в Кабуле, совершённый одиноким террористом-самоубийцей. Среди погибших в очереди граждан Афганистана оказалось более 10 человек, ещё почти 20 — получили ранения. Также было убито двое дипломатов из РФ.
Утром 30 сентября прогремел очередной взрыв в центре Кабула. Объектом для атаки был выбран хазарейский образовательный центр «Каадж». Большинство жертв были молодыми студентками, пришедшими в университет на экзамены.

### 2023
27 февраля силы Талибана убили двух боевиков Исламского государства, которых они назвали «ключевыми командирами».
25 апреля силы безопасности Исламского Эмирата убили главу ячейки ИГ, ответственной за нападение на аэропорт Кабула в 2021 год.
13 октября террорист-смертник Исламского государства атаковал шиитскую мечеть в Пули-Хумри, убив семь человек и ранив пятнадцать.

### 2024
2 января — в провинции Кунар боевики ИГ казнили местного жителя сотрудничавшего с разведкой Талибана.